# Пласидо-Росас
Пласидо-Росас (исп. Plácido Rosas) — населённый пункт в восточной части Уругвая, в департаменте Серро-Ларго.

## География
Расположен в южной части департамента, на северном берегу реки Такуари, в месте, где реку пересекает автомобильная дорога № 18. Абсолютная высота — 17 метров над уровнем моря.

## Население
Население по данным на 2011 год составляет 415 человек.
| Год  | Население |
| ---- | --------- |
| 1963 | 379       |
| 1975 | 428       |
| 1985 | 387       |
| 1996 | 402       |
| 2004 | 459       |
| 2011 | 415       |

Источник: Instituto Nacional de Estadística de Uruguay